# السيد ستون ورفقة الفرسان (رواية)
السيد ستون ورفقة الفرسان (بالإنجليزية: Mr Stone and the Knights Companion)‏ هي رواية للكاتب البريطاني الحائزة على جائزة نوبل فيديادر سوراجبراساد نيبول، نشرت عام 1963، لأول مرة عن دار نشر أندريه دويتش.